# جان توماس نورث
جان توماس نورث (۳۰ ژانویه ۱۸۴۲–۵ مه ۱۸۹۶) سرمایه‌گذار و تاجر انگلیسی بود. نورث در لیدز، یورکشایر، فرزند یک تاجر زغال‌سنگ و یک سرپرست کلیسا متولد شد. در پانزده‌سالگی پیش از اینکه برای چند سال به عنوان مکانیک کار کند، برای آسیاب سازان و مهندسان استخدام شد. او به شیلی نقل‌مکان کرد، جایی که اولین شغل او به عنوان مسئول یک دیگ بخار در هازکو بود. او بعدها به شهر پرو منتقل شد و در آنجا به عنوان یک اپراتور شبکه آبرسانی، وارد کننده و صاحب کشتی کار می‌کرد. جنگ اقیانوس آرام (۱۸۷۹–۱۸۸۳)به نورث این فرصت را داد تا تعداد زیادی از اوراق‌قرضه را در صنعت نیترات پرو خریداری نماید. وقتی اطراف استان تاراپاکا و ایکیکه را ضمیمه کرد، دولت شیلی مالکیت زمین‌های نیترات به دارندگان اوراق‌قرضه را انتقال داد. در نتیجه نورث می‌توانست سهم انحصاری صنعت پر سود شیلی را برای یک سرمایه‌گذاری اولیه کوچک، به دست آورد و عنوان «پادشاه نیترات» را بگیرد.
در این میان نورث به سرمایه‌گذاری در شیلی ادامه داد و شرکت راه‌آهن نیترات را تأسیس کرد که انحصارگر حمل و نقل ریلی نیترات در تاراپاکا و همچنین در تأمین آب در ایکیکه بود. او همچنین چندین مزرعه زغال‌سنگ و آهن در امتداد رودخانه بیوبیو در ایکیکه داشت. او در بریتانیا قایق ناوبری نورث (۱۸۸۹)را با مسئولیت محدود تأسیس کرد. در گلامورگان، جنوب ولز، سرمایه‌گذاری ای کرد که سرانجام این سرمایه گذاری تبدیل به یکی از موفق‌ترین آن‌ها شد. در سال ۱۹۲۰ شرکت او ۶۰۰۰معدنچی را استخدام کرد و بیش از یک میلیون تن زغال‌سنگ در سال تولید نمود. توسعه شرکت کشتیرانی شمال با مسئولیت محدود و دره لینفی در طول سال‌های ۱۸۹۰ تا ۱۹۱۰ بود. به علاوه، تجارت نیترات او علت اصلی توسعه شهرک‌های پیزاگا بود. برای حفظ انحصار نورث وکلایی را برای جلوگیری از کارآفرینان رقیب هم در دادگاه و هم در کنگره ملی شیلی استخدام کرد. در سال ۱۸۸۶، خوزه مانوئل بالمسادا، رئیس‌جمهور وقت نورث، کار تحت ریاست سانتا ماریا، به بلامنازع ادامه یافت و جانشین ماریا در سال ۱۸۸۶ اجازه داد که این وضعیت ادامه یابد. با این حال رئیس جمهور نگران این موضوع شد که تاراپاکا به یک دولت در یک کشور تبدیل شود و تصمیم گرفت انحصار نورث را بشکند. کنگره حمایتی نکرد و او مجبور شد از طریق اصلاحات برای احیای رقابت در این استان به زور متوسل شود. افزایش اختلافات بین رئیس جمهور و کنگره منجر به شیوع جنگ داخلی در ۱۸۹۱ شد.

## زندگی و تأثیرات
نورث در ۳۰ ژانویه ۱۸۴۲ متولد شد. والدین او یک تاجر زغال سنگ و یک سرپرست کلیسا بودند. در پانزده‌سالگی پیش از اینکه برای چند سال به عنوان مکانیک کار کند، برای آسیاب سازان و مهندسان استخدام شد. او به شیلی نقل‌مکان کرد، جایی که اولین شغل او به عنوان مسئول یک دیگ بخار در هازکو بود. او بعدها به شهر پرو منتقل شد و در آنجا به عنوان یک اپراتور شبکه آبرسانی، وارد کننده و صاحب کشتی کار می‌کرد.

## جنگ اقیانوس آرام

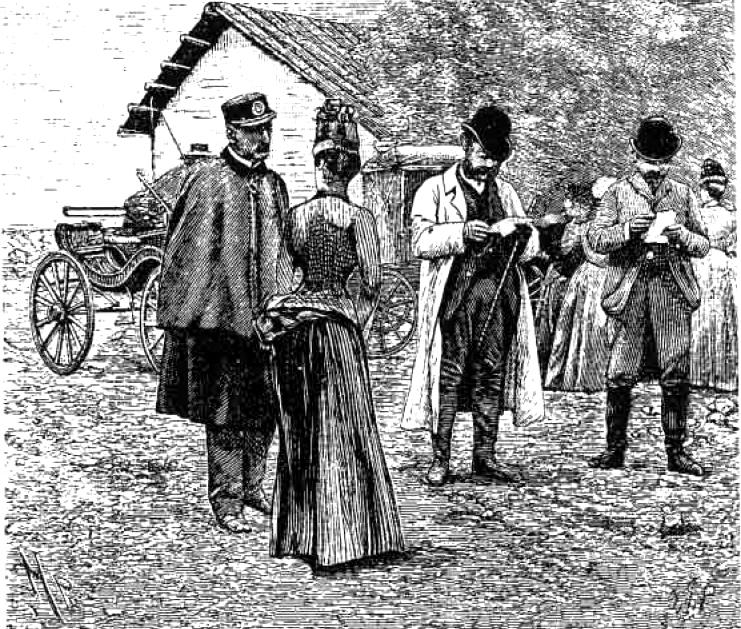
نورث در یک مهمانی باغ حدود سال ۱۸۹۰ با ژنرال باکوادانو، فرمانده کل ارتش شیلی در جنگ اقیانوس آرام

درگیری‌های منطقه‌ای میان شیلی، پرو و بولیوی موجب جنگ اقیانوس آرام در سال ۱۸۷۹ با شیلی شد و پرو و بولیوی را اشغال کرد. در جریان جنگ، نورث آسیب دید، و یکی از کشتی‌هایش غرق شد. با این حال لینچ، دریاسالار شیلیایی، که بعدها در فعالیت‌های تجاری خود از او حمایت کرد، به او کمک نمود. در طول جنگ، نورث توسط دو مرد بریتانیایی مورد کمک و حمایت قرار گرفت. به نام رابرت هاروی که برای دولت پرو در صنعت نیترات کار می‌کرد و جان داوسون، که یک بانکدار بود. نورث قادر به استفاده از دانش هاروی در تجارت نیترات و نیز تامین اعتبار مالی توسط داوسون برای خرید گواهی‌نامه‌های اوراق‌قرضه به قیمت پایین از سرمایه گذارانی بود که در طی جنگ با عملکرد ضعیف ارتش پرو خسارت دیده بودند. پس از جنگ، دولت شیلی تاراپاکا را ضمیمه کرد و به دارندگان اوراق قرضه اجازه داد که اعمال عنوان را در مزارع نیترات تصاحب کنند) احتمالاً به درخواست دوستان نورث)، بنابراین نورث موفق شد سهم بزرگی از صنعت نیترات شیلی برای یک سرمایه‌گذاری اولیه بسیار کوچک در اوراق‌قرضه تقریباً بی‌ارزش تأمین کند. دلیل اینکه دولت شیلی به آنها اجازه داد این است که این کشور برای خرید اوراق‌قرضه از طرف معامله گران بریتانیا، مبلغ ۴ میلیون پوند برای آن‌ها هزینه خواهد کرد. با اجازه دادن به محتکران برای شروع استخراج معدن، دولت شیلی می‌تواند از طریق عوارض صادراتی بدون نیاز به ارائه هزینه‌های سرمایه اولیه برای شروع تولید نیترات‌ها، سهمی از سود را به دست آورد.
نورث شیلی را ترک کرد و به انگلستان بازگشت تا اعتبار لازم برای تأمین ماشین‌آلات، حمل و نقل و هزینه‌های استخدام را افزایش دهد. در فوریه ۱۸۸۳ - هنوز هشت ماه قبل از آن که پرو رسماً عرصه نیترات را به شیلی بدهد - شرکت نیترات لیورپول را تأسیس کرد. نورث رابرت هاروی را با تجهیزات و مهندسین به شیلی اعزام کرد تا ساخت این معدنها را آغاز کند، در حالی که نورث در بریتانیا برای مدیریت مالی این شرکت باقی ماند. این معدن‌ها تا سال ۱۸۸۴ وارد عملیات شدند و ۳٬۰۰۰ تن نیترات‌ها را به‌طور متوسط تولید کردند. این شرکت سود بزرگی را به دنبال داشت و هر سال تا سال ۱۸۸۶ وقتی توسط نورث و شرکای وی به منظور یافتن شرکت‌های دیگر منحل شد، در نتیجهٔ سودهای خارق‌العاده اش، نورث به «پادشاه نیترات» معروف شد و شخصیتی مشهور در انگلستان بود.
نیترات یک منبع مهم درآمد برای دولت شیلی بود و افزایش عوارض صادراتی از ۴ پزوی شیلی (clp)در هر تن در سال ۱۸۷۸ به ۲۲ پزوی شیلی در سال ۱۸۸۲، منجر به افزایش درآمد حاصل از نیترات‌ از ۶ پزوی شیلی به ۲۵ میلیون  شد. این امر به دولت اجازه می‌داد که هم درآمد و هم در مالیات بر زمین کاهش یابد. اتکای شیلی بر درآمد نیترات باعث اختلاف بین دولت و کارتل تولید نیترات شده. کارتل خواستار به حداکثر رساندن قیمت نیترات‌به وسیله کاهش تولید شد در حالی که دولت می‌خواست با افزایش صادرات، درآمد را به حداکثر برساند. ماهیت این تجارت به این معنا بود که اقتصاد شیلی به‌طور کامل به واردات و صادرات به بریتانیا و از بریتانیا وابسته است.

## انحصار نورث
در همین زمان، نورث از مقام و جایگاهی بالا و شهرت در انگلیس برخوردار بود و در سال ۱۸۸۹ ۱۰ میلیون دلار ثروت داشت. وی با شاهزاده ولز رابطه دوستانه داشت که بعداً به عنوان ادوارد هفتم به قدرت رسید، و توسط نیویورک تایمز به عنوان «شیر» در اجتماع لندن توصیف شد. وی صاحب املاک ۶۰۰ هکتاری (۲٫۴ کیلومتر مربع) با اصطبل‌های گسترده و عمارت، آوری هیل، در نزدیکی التهام در کنت بود که متعاقباً توسط LCC به دست آمد و در سال ۱۹۰۶ به عنوان یک کالج آموزش معلمان بانوان افتتاح کرد. شمال صاحب چندین اسب مسابقه بود و چندین جایزه در مسابقه بریتانیا را بدست آورد. نورت در ژوئیه سال ۱۸۸۹ از ایالات متحده بازدید کرد و به دلیل عضویت اخیر در شهرت و ثروت، به عنوان عضو ثروت نوو و «مونت کریستو شیلی» توصیف شد. وی به عنوان سرهنگ نورث معروف شد و در ۲۵ مارس ۱۸۸۵ به عنوان سرهنگ افتخاری از هنگ برج هلتس از مهندسان داوطلب منصوب شد. وی اجازه می‌داد که ۲۵۰ مرد به مدت سه روز در باغهای املاک خود اردو بزنند. در این مدت او برای مردها و اهالی روستا جشنواره‌هایی برگزار می‌کرد و در یکی از این رویدادها ستوان سرهنگ را به صورت پیاده‌رو به چالش می‌کشید و برنده می‌شد.
نورث توسط پادشاه لئوپولد دوم بلژیک در یک مسابقه اسب سواری به منظور تأمین بودجه برای تأسیس یک شرکت اعطایی برای استخراج لاستیک از کشور آزاد کنگو دعوت شد. نورث موافقت کرد و ۴۰٬۰۰۰ پوند از سرمایه‌گذاری اولیه BEF250،۰۰۰ را برای تأسیس شرکت لاستیکی هند و بلژیکی هند (ABIR) در آنتورپ در ۶ اوت ۱۸۹۲ تأمین کرد. ABIR به مدت ۳۰ سال از تمام محصولات جنگلی از حوضه Maringa-Lopori برخوردار بود و از اختیارات پلیس در محدوده امتیاز برای اجرای مجموعه ای از لاستیک به عنوان مالیات برخوردار بود. این شرکت در ابتدا بسیار موفق بود اما تا سال ۱۸۹۸، دو سال پس از مرگ نورث، وارثان او سهام خود را در این شرکت فروخته بودند. این شرکت بعداً به دلیل نقض حقوق بشر ساکنان امتیاز خود، بدنام شد و در گرفتاری مالی قرار گرفت.
علیرغم سرمایه‌گذاری‌های متنوع وی در سرتاسر جهان، سرمایه‌های شمال در نهایت کاهش یافت، با جنگ داخلی شیلی سقوط وی تسریع شد. در زمان درگذشت او در ۵ مه ۱۸۹۶، امپراتوری تجارت وی فروپاشید. مرگ وی در طی نیم ساعت خوردن نوعی از صدف و غذای دریایی اتفاق افتاد و صدف‌ها برای بررسی فرستاده شدند اما گمان می‌رود که مشکلات قلبی علت مرگ اوست. وی کرکلاست ابی را به شهر لیدز اهدا کرد. نورث همچنین کمک‌هایی به لیدز اینفایر و کالج علوم یورکشایر اهدا کرد که بعداً به دانشگاه لیدز تبدیل شد.

## مطالعه بیشتر
- Roberta Woods title (2020) "The Chemical Conquistador: Colonel North & His Nitrate Dream House" شابک ‎۹۷۹۸۶۰۴۹۶۷۲۲۵

- Edmundson, William (2011). The Nitrate King: A Biography of "Colonel" John Thomas North. Studies of the Americas. Palgrave Macmillan. ISBN 978-0-230-11280-3.
- David Shorney title 1989 "Teachers in Training 1906-1985 - A History of Avery Hill College" شابک ‎۰۹۰۰۸۲۲۰۳۱ Thames Polytechnic

Harold Blakemore title "British Nitrates and Chilean Politics 1886-1896: Balmaceda and North" isbn O 485 17704 8